# Saison 12 de Dallas
Chronologie
Saison 11 Saison 13
Cet article présente les 26 épisodes de la douzième saison de la série télévisée américaine Dallas.

## Distribution

### Acteurs principaux
- Barbara Bel Geddes : Ellie Ewing Farlow (sauf les épisodes 12, 13, 14 et 19)
- Patrick Duffy : Bobby Ewing
- Linda Gray : Sue Ellen Ewing
- Larry Hagman : J. R. Ewing
- Sheree J. Wilson : April Stevens
- Steve Kanaly : Ray Krebbs (épisodes 6, 7, 8, 9, 10)
- Howard Keel : Clayton Farlow (sauf les épisodes 12, 13, 14 et 19)
- Ken Kercheval : Cliff Barnes
- Charlene Tilton : Lucy Ewing Cooper (sauf les épisodes 7, 12, 13, 19, 23 et 24)

### Acteurs récurrents
- George Kennedy : Carter McKay
- Cathy Podewell : Cally Harper Ewing (à partir de l'épisode 3)
- Ian McShane : Don Lockwood (à partir de l'épisode 14)
- J. Eddie Peck : Tommy McKay (à partir de l'épisode 14)
- Beth Toussaint (en) : Tracey Lawton (à partir de l'épisode 5)
- Audrey Landers : Afton Cooper (les épisodes 21, 22, 23, 24 et 25)
- Gayle Hunnicutt : Vanessa Beaumont (les épisodes 23, 24 et 25)
- Deborah Rennard : Sly Lovegren
- Fern Fitzgerald (en) : Marilee Stone
- Don Starr (en) : Jordan Lee
- Alice Hirson (en) : Mavis Anderson
- Tom Fuccello (en) : Dave Culver
- George O. Petrie (en) : Harv Smithfield (épisodes 8 et 11 seulement)
- William Smithers : Jeremy Wendell (jusqu'à l'épisode 10)
- Sherril Lynn Rettino : Jackie Dugan
- Omri Katz : John Ross Ewing
- Joshua Harris : Christopher Ewing
- Kehly Sloane : Kelly
- Deborah Tranelli : Phyllis Wapner
- Roseanna Christiansen : Teresa
- Deborah Marie Taylor : Debbie

## Épisodes

### Épisode 1:Carousel
- États-Unis : 28 septembre 1988 sur CBS

- Dakin Matthews (Inspecteur Kane)
- William Bassett (crédité William H. Bassett) (Maître Gurney)
- Margaret Michaels (Pamela Barnes Ewing)
- Edmond Shaff (M. Blount)
- Josef Rainer (Dr David Gordon)
- Alan Ackles (Le médecin de J.R.)
- Garrett Schenck (Andrew LeMay)
- Kehly Sloane (Kehly)
- Lacy Wayne (Le pilote)
- Jeff Amano (Le serveur)
- Danny Hulsey (Charlie)
- Dave Lowry (Pete)

- C’est le seul épisode de la saga dans lequel le rôle de Pamela Ewing (dont c'est ici la toute dernière intervention à l'écran) est tenu non par Victoria Principal mais la très ressemblante Margaret Michaels qui réapparaîtra dans un tout autre rôle à partir de l'épisode 15 de la saison suivante.
- C'est la premier volet où Sheree J. Wilson (April Stevens) est mentionnée parmi les acteurs vedettes du générique du début.
- Le vétéran hollywoodien George Kennedy apparaît ici pour la première fois dans le rôle de Carter McKay.
- Dans la version originale, Cliff compare ironiquement le Dr Gordon au fictif personnage de Svengali, opportuniste usant d'hypnose pour susciter l'inconditionnelle soumission de sa compagne, créé par l'auteur britannique George du Maurier dans son roman Trilby paru en 1894. Dans la version française, cette comparaison a disparu.

### Épisode 2:Amour fraternel
- États-Unis : 4 novembre 1988 sur CBS

- Irena Ferris (Tammy Miller)
- Leigh McCloskey (Mitch Cooper)
- James Brown (crédité James L. Brown) (Dét. Harry McSween)
- William Cort (Sawyer)
- Elly Lindsay (Helen Forbes)
- John Hussey (M. Munroe)
- Maria Arita (Hôtesse)

- Le titre original de ce volet use d'une formule initiée par la version anglaise du verset 13 chapitre 15 de l'Évangile selon Jean : « Greater love hath no man than this, that a man lay down his life for his friends » (litt. : « Il n'y a pas de plus grand amour que de donner sa vie pour ses amis »).
- Cet épisode marque l'ultime retour de Leigh McCloskey dans le rôle de Mitch Cooper, absent de la saga depuis le volet 30 de la saison 8.
- James Brown dans le rôle du policier corrompu par J.R., Harry McSween, intervient ici pour la toute dernière fois.

### Épisode 3:Chez les sauvages
- États-Unis : 11 novembre 1988 sur CBS

- Jeri Gaile (Rose Daniels)
- Gerrit Graham (Fred Hughes)
- Sherman Howard (Japhet Harper)
- Cliff Potts (Boaz Harper)

- Le titre original de ce volet détourne celui du fameux roman américain L'Appel de la forêt écrit par Jack London et publié en 1903.
- Cathy Podewell dans le rôle de Cally Harper Ewing apparaît ici pour la première fois.

### Épisode 4:Danger de mort
- États-Unis : 18 novembre 1988 sur CBS

- Cathy Podewell (Cally Harper)
- Charles Carroll (Gardien de prison)
- Steven Novak (Barman)
- Sherman Howard (Japhet Harper)
- Cliff Potts (Boaz Harper)

- Le titre original de ce volet détourne ironiquement une partie de l'expression courante « out of the frying pan and into the fire » (litt. : « de la poêle au feu / de mal en pis ») qui trouve son équivalent français dans tomber de Charybde en Scylla.

### Épisode 5:Travaux de force
- États-Unis : 2 décembre 1988 sur CBS

- Jeri Gaile (Rose Daniels)
- Gerrit Graham (Fred Hughes)
- Sherman Howard (Japhet Harper)
- Brooks Gardner (Bushrod)
- Ken Jenkins (Le capitaine)
- Lyle Kanouse (Simms)

- Bien que mentionnée au générique et exception faite d'une courte intervention dans l'aperçu final de l'épisode suivant, Barbara Bel Geddes ne figure pas dans ce volet.

### Épisode 6:En amour comme à la guerre
- États-Unis : 9 décembre 1988 sur CBS

- Jeri Gaile (Rose Daniels)
- Gerrit Graham (Fred Hughes)
- Sherman Howard (Japhet Harper)
- Ken Swofford (Shérif Burnside)
- Cliff Potts (Boaz Harper)

### Épisode 7:Rififi à Southfork
- États-Unis : 16 décembre 1988 sur CBS

- Brad Harris (Mason)
- Grover Coulson (Mr. Newland)
- Gerrit Graham (Fred Hughes)
- Sherman Howard (Japhet Harper)
- Ken Swofford (Shérif Burnside)
- Cliff Potts (Boaz Harper)
- Steven Novak (crédité Steve Novak) (Barman)

- Le titre original de ce volet détourne ironiquement le nom du mythique événement survenu le mercredi 26 octobre 1881 dans la ville de Tombstone dans l'Arizona, opposant de grands noms de l'Ouest américain et maintes fois porté à l'écran.
- Bien que mentionnée au générique, Charlene Tilton ne figure pas dans cet épisode.
- À noter ici la seconde des trois interventions dans le rôle de Mason (vu dans l'épisode 28 de la saison 7) de Brad Harris, vedette de nombreuses coproductions européennes des années 1960, notamment plusieurs westerns, films d'aventures et péplums.
- À un moment du dialogue, Jeremy Wendell invite Sue Ellen à assister à New York à une représentation de la comédie musicale à succès The Phantom of the Opera d'Andrew Lloyd Webber, livret de Charles Hart inspiré du roman Le Fantôme de l'Opéra de Gaston Leroux, créée au Her Majesty's Theatre en septembre 1986.

### Épisode 8:Complications
- États-Unis : 6 janvier 1989 sur CBS

- Dan Ammerman (Al Dehner)
- Jeri Gaile (Rose Daniels)
- Gerrit Graham (Fred Hughes)
- John William Hoge (Inspecteur Rattigan)
- Sean McGuirk (Bud Brewer)

- Dans une séquence, les jeunes John Ross et Christopher sont vus surexcités en train de regarder à la télévision ce qui s'apparente à un film d'action assez violent typique de la période où a été une première fois diffusé cet épisode et tel qu'en produisait massivement, par exemple, la société Cannon Group avec des vedettes telles que Charles Bronson, Sylvester Stallone, Jean-Claude Van Damme ou Chuck Norris.

### Épisode 9:Riposte
- États-Unis : 13 janvier 1989 sur CBS

- Irena Ferris (Tammy Miller)
- Jeri Gaile (Rose Daniels)
- Gerrit Graham (Fred Hughes)
- Ken Swofford (Shérif Burnside)
- Brad Harris (Mason)

- Pour soutenir les souvenirs rêvés par J.R. de ses récentes mésaventures, divers extraits d'épisodes précédents ont été insérés au montage.

### Épisode 10:Le Coup monté
- États-Unis : 20 janvier 1989 sur CBS

- Irena Ferris (Tammy Miller)
- Leigh Taylor-Young (Kimberly Cryder)
- Warren J. Kemmerling (Shérif Hanks)
- Nik Hagler (D.A. Mark Chase)

- L'épisode 22 de la sixième saison s'intitulait déjà The Sting, traduit par le tout aussi littéral L'Arnaque.
- Ce volet marque la dernière apparition de Steve Kanaly (Ray Krebbs) dans la saga avant son ultime intervention dans l'épisode uchronique qui conclura sa quatorzième et dernière saison.
- Leigh Taylor-Young, William Smithers et Andrew Stevens dans les rôles respectifs de Kimberly Cryder, Jeremy Wendell et Casey Denault figurent ici pour la toute dernière fois.

### Épisode 11:Les Deux Madames Ewing
- États-Unis : 27 janvier 1989 sur CBS

- Fern Fitzgerald (en) (Marilee Stone)
- Irena Ferris (Tammy Miller)
- Jonathan Goldsmith (en) (Bruce Harvey)
- Eric Poppick (Jeff Salem)
- Doug McGrath (M. Nakas)
- Marc Seigler (Le metteur en scène)
- Lee Gideon (Le maître de cérémonie)

- Le titre original de ce volet détourne ironiquement celui du téléfilm en deux parties The Two Mrs. Grenvilles (en) (diffusé pour la première fois en 1987) réalisé par John Erman avec Ann-Margret et Claudette Colbert (dans son tout dernier rôle à l'écran) et adapté d'un roman écrit par Dominick Dunne, lui-même inspiré du meurtre de William Woodward, Jr. (en)
- Discutant d'un scénario de science-fiction destiné à Mandy Winger, Bruce Harvey évoque dans la version originale l'exemple de la célébrité acquise par l'actrice Sigourney Weaver après le formidable succès de Alien, le huitième passager réalisé par Ridley Scott et sorti en 1979. Cette référence a toutefois été gommée de la version française.

### Épisode 12:Retournement
- États-Unis : 3 février 1989 sur CBS

- Irena Ferris (Tammy Miller)
- Jonathan Goldsmith (en) (Bruce Harvey)
- John William Hoge (Détective Rattigan)
- Dave Lowry (Pete)
- Jim Ponds (Le vendeur de hot-dog)
- Bill Bolander (M. Piper)

- Bien que mentionnés au générique, Barbara Bel Geddes,Charlene Tilton et Howard Keel dans les rôles respectifs de Miss Ellie Ewing Farlow, Lucy Ewing Cooper et de Clayton Farlow ne figurent pas dans cet épisode.
- Dans le dialogue original, Bruce Harvey mentionne les noms de Steven Spielberg et George Lucas à titre de référence incontournable pour le cinéma de science-fiction des années 1980. Celle-ci a, comme souvent, été gommée de la version française.

### Épisode 13:Papa Lombardi
- États-Unis : 10 février 1989 sur CBS

- Joseph Campanella (Joseph Lombardi Sr.)
- Jonathan Goldsmith (en) (Bruce Harvey)
- John William Hoge (crédité John Hoge) (Ratagan)
- Donald Craig (Massey)
- Anthony Peck (Mike)
- Tony Garcia (Raoul)
- Chazz Palminteri (Frank)
- Katherine Heard (Clerk)

- Le titre original de ce volet détourne ironiquement la traditionnelle formule d'introduction du présentateur vedette Johnny Carson « Here's Johnny ! » (dite avec une emphase exagérée par son acolyte Ed McMahon) dans son fameux talk-show diffusé de 1962 à 1992 sur NBC et qui inspira aussi la célèbre réplique improvisée par Jack Nicholson dans la séquence de porte de salle de bain abattue à la hache dans le film d'épouvante Shining adapté d'un roman de Stephen King, réalisé par Stanley Kubrick et sorti en  1980.
- Toujours absente de cet épisode (en déplacement avec Clayton et Lucy), le personnage de Miss Ellie intervient ici à travers un appel téléphonique sans être vue ni entendue.

### Épisode 14:Allées et venues
- États-Unis : 17 février 1989 sur CBS

- Newell Alexander (Sénateur Hunsucker)
- Jonathan Goldsmith (en) (Bruce Harvey)
- Joan Van Ark (Valene Ewing) (archives)

- Un extrait de deux épisodes précédents (23 de la saison 2 et 4 de la saison 3) vient soutenir l'évocation d'un éprouvant souvenir de Sue Ellen puis de Lucy.
- Dans le premier entretien entre Don Lockwood et Sue Ellen, celle-ci n'hésite pas à comparer son projet à Citizen Kane sorti en 1941, la fameuse satire réalisée par Orson Welles moquant la mégalomanie du magna de la presse William Randolph Hearst et que la plupart des critiques comptent parmi les meilleurs films jamais réalisés.
- L'acteur britannique Ian McShane dans le rôle de Don Lockwood intervient ici pour la première fois.
- Dans la même année de production que cette saison 12, J. Eddie Peck, ici dans le rôle de Tommy McKay, sera également acteur récurrent de la série concurrente Dynastie.
- Dans le dialogue original, au lieu de dire « more beautiful » (litt. : « plus belle »), Lucy invente le comparatif « beautifuler dont le suffixe "-er" est d'ordinaire réservé aux adjectifs n'excédant pas les deux syllabes. Cette faute comique a disparu de la version française.
- Affinant son projet de film à charge, Sue Ellen suggère ironiquement de faire incarner le rôle inspiré de J.R. par l'acteur Danny De Vito, célèbre pour sa petite taille et plutôt spécialisé dans les personnages comiques.

### Épisode 15:Une fille toute simple
- États-Unis : 24 février 1989 sur CBS

- Newell Alexander (Sénateur Hunsucker)
- Aaron Lustig (Henry Geyster)
- Jay Horton (Pete)
- Robin Lynn (La serveuse)
- Miranda Garrison (La danseuse de tango)
- D.A. Pawley (Le danseur de tango)
- Mary Crosby (archives, non créditée) (Kristin Shepard)

- Le titre original de ce volet détourne ironiquement celui du film américain sorti en 1954 Une fille de la province, adapté d'une pièce de Clifford Odets et réalisé par George Seaton avec Bing Crosby, William Holden et Grace Kelly pour lequel elle obtint un Oscar.
- Pour soutenir un souvenir de Sue Ellen (incluant lui-même un flash-back), Mary Crosby dans le rôle de Kristin Shepard intervient dans un extrait de l'épisode 4 de la saison 4 où sa sœur l'accuse d'avoir tenté d'assassiner J.R.
- Dans la version originale, Tommy McKay impressionne Cally en simulant un accent français, évidemment gommé de la VF.

### Épisode 16:Les Cloches du mariage
- États-Unis : 24 février 1989 sur CBS

- Audrey Landers (archives, non créditée) (Afton Cooper)

- Le titre original de ce volet détourne ironiquement celui de la chanson Wedding Bell Blues (en) écrite et enregistrée en 1966 par Laura Nyro et dont le groupe soul californien The 5th Dimension fit un tube en 1969 au point que l'intitulé devienne par la suite une expression courante aux États-Unis.
- Pour soutenir l'évocation d'amers souvenirs de Sue Ellen, un extrait de l'épisode 12 de la saison 4 (montrant Afton Cooper jouée par Audrey Landers couchant avec J.R. pendant le second mariage de Lucy avec Mitch) et de l'épisode 11 de la saison 6 (montrant le saut dans la piscine du ranch d'un certain nombre de personnages en conclusion du second mariage de J.R. avec Sue Ellen) interviennent ici en flash-back.
- Décidément en veine de références cinématographiques, Sue Ellen compare ici tout mariage avec J.R. aux films à suspense d'Alfred Hitchcock, Cliff évoque Le Magicien d'Oz (1939) réalisé par Victor Fleming et Don Lockwood mentionne Claudette Colbert dans la comédie sentimentale New York-Miami (1934) réalisée par Frank Capra et dont le titre est bizarrement traduit sous la forme littérale Ça s'est passé une nuit dans la version française.
- On voit à un moment Lucy manier un caméscope de la marque Olympus dans cet épisode diffusé une première fois à une époque où ce type d'appareil vidéo, jusque là considéré comme un gadget de luxe, se démocratise à plus large échelle.

### Épisode 17:Comme avant
- États-Unis : 3 mars 1989 sur CBS

- Robert O'Reilly (Patrick O'Riley)
- Jonathan Goldsmith (en) (Bruce Harvey)
- Richard Erdman (M. Willis)
- Dickson Hughes (Le serveur)
- Nancy Boykin (La serveuse)
- Timothy Patrick Murphy (Mickey Trotter) (archives, non crédité)

- Le titre original de ce volet détourne ironiquement celui du film américain Nos plus belles années réalisé par Sydney Pollack avec Robert Redford et Barbra Streisand et sorti en 1973.
- Mentionnant de possibles vedettes pour jouer le rôle de J.R., Bruce Harvey suggère des noms d'acteurs aussi prestigieux que Jack Nicholson, Robert Redford, Michael Douglas et Kirk Douglas.
- Un extrait de l'épisode 26 de la saison 6 montrant Timothy Patrick Murphy dans le rôle de Mickey Trotter vient soutenir en flash-back un amer souvenir de Sue Ellen.
- Le thème du trafic de drogue, inédit dans la saga, intervient à l'époque de la première diffusion de cet épisode au plus fort de la campagne de sensibilisation de l'opinion, cristallisée autour de la formule Just Say No (litt.: « Dites non, un point c'est tout ») promue par Nancy Reagan dans le cadre de la guerre contre les drogues (War on Drugs) initiée par le président américain Ronald Reagan au cours des années 1980.
- On aperçoit près de l'ordinateur de Don Lockwood un accessoire informatique de la marque 3M.

### Épisode 19:Trois cent mille dollars
- États-Unis : 17 mars 1989 sur CBS

- Jonathan Goldsmith (en) (Bruce Harvey)

- Bien que mentionnés au générique, ni Barbara Bel Geddes, ni Howard Keel, ni Ken Kercheval (excepté une brève intervention dans l'aperçu final de l'épisode suivant), ni Charlene Tilton ne figurent dans cet épisode.
- Alors que le titre original de ce volet signale davantage qu'il s'agit du trois centième de la saga, le titre français se réfère plus volontiers au total de l'avance demandée par Tommy McKay à son père.
- Un extrait d'un des tout premiers épisodes de la saga vient soutenir en flash-back le souvenir du début du rapport de force opposant J.R. à Bobby à la tête de la Ewing Oil.
- Évoquant une prétendue citation de son père, J.R. inverse ironiquement le traditionnel proverbe « Keep your friends close and your enemies closer » (Litt. : « surveille tes amis des près et tes ennemis d'encore plus près »).

### Épisode 20:Déconvenues
- États-Unis : 31 mars 1989 sur CBS

- Christopher Neame (Gustav Hellstrom)
- Bonnie Burroughs (en) (Alison Kincaid)
- Jonathan Goldsmith (en) (Bruce Harvey)
- Julie Hayek (Tanya Wilkinson)
- Jimmy Ortega (Le shérif)
- Lee Ryan (L'interne)
- John William Hoge (crédité John Hoge) (Ratagan)
- Brittan Taylor (La serveuse)
- Luis Conreras (Le premier Colombien)
- James Ortega (Le second Colombien)

- Bien que mentionnée au générique, Charlene Tilton ne figure pas dans cet épisode.
- Le titre original de ce volet détourne ironiquement celui de la chanson populaire April Showers (song) (en) composée par Louis Silvers, écrite par Buddy DeSylva et chantée d'abord par Al Jolson à partir de 1921. Dans la séquence où Tommy vandalise l'appartement d'April en quête d'argent, il en cite les deux vers « Though April showers may come your way, They bring the flowers that bloom in May. » (litt. : « Bien que vous croisiez les pluies d'avril, ce n'est qu'en mai que fleuriront les fleurs qu'elles produisent. »), référence gommée de la version française.
- À un moment du dialogue original, Cally évoque un film où est prononcée la formule d'exercice de diction « The rain in Spain stays mainly in the plain (litt. : « La pluie en Espagne tombe principalement sur la plaine ») visant à distinguer la prononciation des diphtongues [æɪ] et [aɪ]. Cette même phrase est au centre de la chanson The Rain in Spain (en) composée par Frederick Loewe et écrite par Alan Jay Lerner pour la comédie musicale My Fair Lady (1956). Absente de la pièce dont cette dernière est tirée, Pygmalion (1913) écrite par George Bernard Shaw, cette formule sera pourtant déjà mentionnée dans son adaptation cinéma co-réalisée par Anthony Asquith et Leslie Howard (sortie en 1938), avant la version musicale réalisée par George Cukor et sortie en 1964. Rien ne permet ici de déterminer auquel de ces deux films ce dialogue se réfère exactement. Traduite littéralement dans la version française de cet épisode, cette formule perd pour beaucoup sa pertinence en tant qu'exercice de diction.

### Épisode 21:Départs
- États-Unis : 7 avril 1989 sur CBS

- Christopher Neame (Gustav Hellstrom)
- Bonnie Burroughs (en) (Alison Kincaid)
- Jonathan Goldsmith (en) (Bruce Harvey)
- Conroy Gedeon (Inspecteur Rigg)
- Jim Hackett (Dr Gresher)
- Sandra Kronemeyer (Pearl)
- John William Hoge (crédité John Hoge) (Ratagan)
- Crystal Carson (Elaine Eddy)
- Wayne Woodson (Le serveur)

- Bien que mentionné au générique, Howard Keel ne figure pas dans cet épisode.
- Le titre original de ce volet détourne ironiquement la formule récurrente du comédien américain Jackie Gleason qui en usait notamment pour lancer ses shows télévisés, comme The Jackie Gleason Show (en), en conclusion de ses discours d'ouverture.
- Ironisant sur la distribution du rôle de J.R. dans le futur film produit par Sue Ellen, Lucy suggère l'acteur canadien John Candy, spécialisé dans les rôles comiques et notoire pour son notable surpoids.
- Définissant le style pictural de la reproduction sous verre qu'April installe dans son salon, celle-ci mentionne le dadaïsme, courant artistique anticonservateur qui marqua les années 1920.
- Cet épisode marque le notable retour d'Audrey Landers dans le rôle d'Afton Cooper, absente de la saga depuis le volet 1 de la saison 8.

### Épisode 22:Voyage à Vienne
- États-Unis : 14 avril 1989 sur CBS

- Bonnie Burroughs (en) (Alison Kincaid)
- Leon B. Stevens (Dr Unger)
- Gunnar Hellström (Rolf Brundin)
- Lillian Lehman (La nurse)
- Jenna Pangburn (Pamela Rebecca Cooper)
- David Healy (Chick Harvard)
- Kathryn Leigh Scott (Bunny Harvard)
- Ken Swofford (Shérif Burnside)

- Le titre original de ce volet détourne ironiquement un élément du fameux roman de L. Frank Baum, Le Magicien d'Oz qui inspira une adaptation cinématographique plus célèbre encore sortie en 1939. La formule désigne le chemin emprunté par la jeune héroïne Dorothy Gale depuis le pays de Munchkin à la cité d'émeraudes à la rencontre du Magicien d'Oz.
- À noter la participation épisodique de l'actrice Kathryn Leigh Scott, notoire pour son rôle télévisé récurrent de Maggie Evans de 1966 à 1970 dans la saga gothique américaine quotidienne Dark Shadows produite par Dan Curtis.

### Épisode 23:Le Bruit de l'argent
- États-Unis : 28 avril 1989 sur CBS

- Gunnar Hellström (Rolf Brundin)
- Robert Hoffmann (Georg Schuchardt) (non crédité)
- Jenna Pangburn (Pamela Rebecca Cooper)
- David Healy (Chick Harvard)
- Kathryn Leigh Scott (Bunny Harvard)
- Alan McRae ("J.R.")
- Crystal Carson ("Sue Ellen")
- Lillian Lehman (La nurse)

- Bien que mentionnée au générique, Charlene Tilton ne figure pas dans cet épisode.
- Le titre original de ce volet fait ironiquement allusion à celui de la comédie musicale américaine La Mélodie du bonheur dont l'action se situe également en Autriche, réalisée par Robert Wise, sortie en 1965 et dont la séquence la plus célèbre montre l'actrice chanteuse Julie Andrews tournoyer sur elle-même en pleine nature avant d'entonner The Sound of Music, comme souhaiterait justement pouvoir le faire April en début d'épisode. Traduit littéralement, le titre français a bien entendu perdu cette référence.
- D'une frappante ressemblance avec Linda Gray, l'actrice justement originaire du Texas Gayle Hunnicutt apparaît ici pour la première fois dans le rôle de Vanessa Beaumont.
- À un moment du dialogue, le couple Harvard croit faire un jeu de mots en subdivisant le nom de Budapest, ignorant sans doute que cette capitale de la Hongrie fut réellement créée par la fusion de non pas deux mais trois villes, Buda — alors capitale de la Hongrie — Pest et Óbuda.
- Les séquences à Vienne débutent par un aperçu de la célèbre École espagnole de dressage de chevaux lipizzans, particulièrement connus aux États-Unis pour la déterminante contribution du général George S. Patton à leur préservation de cette race qui manqua s'éteindre lors de la Seconde Guerre mondiale.
- Dans le dialogue original, Clayton affirme s'imaginer âgé de trente-cinq ans (bizarrement traduit quarante dans la VF) se réveillant d'un sommeil long d'une vingtaine d'années. Lors de la première diffusion de cet épisode, l'acteur Howard Keel était déjà dans sa soixante-dixième année.
- La scène tournée puis diffusée sur un écran montrant Sue Ellen jouée par une actrice apprenant par téléphone que sa sœur Kristin a mis au monde le demi-frère de John Ross est un exact calque de la dernière séquence de l'épisode 21 de la saison 4.

### Épisode 24:La Grande valse du Texas
- États-Unis : 5 mai 1989 sur CBS

- Gunnar Hellström (Rolf Brundin)
- Robert Hoffmann (Georg Schuchardt) (non crédité)
- David Healy (Chick Harvard)
- Kathryn Leigh Scott (Bunny Harvard)
- Alan McRae ("J.R.")
- Crystal Carson ("Sue Ellen")
- Ron Canada (Dave Wallace)
- William Long, Jr. (Shérif Tinsley)

- Le titre original de ce volet détourne ironiquement celui du film américain Toute la ville danse réalisé par Julien Duvivier et sorti en 1938.
- Bien que mentionnée au générique, Charlene Tilton ne figure pas dans cet épisode.

### Épisode 25:Mission à Moscou
- États-Unis : 12 mai 1989 sur CBS

- Richard Minchenberg (Jerry Zeigler)
- Eve Brent ("Miss Ellie")
- Manny Suarez (L'assistant réalisateur)
- Alan McRae ("J.R.")
- Crystal Carson ("Sue Ellen")
- Ron Canada (Dave Wallace)
- Lillian Lehman (La nurse)

- Les titres original et français de ce volet détournent ironiquement celui du film américain réalisé par Michael Curtiz et sorti en 1943, alors que les États-Unis étaient alliés avec une U.R.S.S. régie par Joseph Staline et dont l'indulgence à l'égard du régime soviétique valut plus tard à cette production les foudres du MacCarthysme.
- Authentiquement tourné à Moscou, cet épisode témoigne du considérable dégel dans les relations entre les deux forces politiques est et ouest, anticipant de peu la symbolique et décisive chute du mur de Berlin entamée le 9 novembre 1989. À un moment du dialogue, J.R. emploie d'ailleurs les expressions Perestroïka et Glasnost qui désignèrent l'adoucissement et l'ouverture soudaine du régime soviétique.
- Dans la version française, l'Organisation des pays exportateurs de pétrole est bizarrement désignée par l'acronyme anglais "OPEC" au lieu du français "OPEP".
- La scène ici tournée par Lockwood est l'exact calque d'une séquence de l'épisode 26 de la saison 6. Le personnage d'Holly Harwood y est évoqué sous le nom Molly Woodward.
- Dans la séquence filmée sur la Place Rouge, on aperçoit un nombre considérable d'authentiques passants fixer les quatre personnages en pleine discussion, phénomène a priori justifié par une supposée curiosité suscitée par les peu discrets chapeaux texans de J.R. et Bobby, inadaptés au froid moscovite.

### Épisode 26:Ça c'est la vie
- États-Unis : 19 mai 1989 sur CBS

- Andrew Prine (Harrison Van Buren, III)
- Alan McRae ("J.R.")
- Crystal Carson ("Sue Ellen")
- Ron Canada (Dave Wallace)
- Pat Colbert (Dora Mae)
- James Newell (vice-président n° 1)
- Nora Masterson (vice-présidente n° 2)
- Ben Marino (Grip)
- Thomas Nelson Webb (le garde)
- Sue Begden (la serveuse)

- Le titre original de ce volet joue ironiquement sur la proximité phonétique des mots anglais « real » (litt. : "vrai"/"authentique") et « reel » (litt. : "pellicule"/"bobine de film") en opposant la réalité des faits précédemment vécus par la famille Ewing et celle retranscrite à l'écran dans le film produit par Sue Ellen.
- Pour soutenir le souvenir de Tracey et Tommy McKay, des photographies de Beth Toussaint (en) et J. Eddie Peck sont montrés à l'écran.
- Ce cliffhanger marque le départ de Ian McShane dans le rôle de Don Lockwood et surtout de Linda Gray dans celui de Sue Ellen avant son intervention dans l'épisode uchronique qui clora la toute dernière saison de la saga.